# Chiesa di San Nicolò da Bari (Poggio San Marcello)
La chiesa di San Nicolò da Bari è la parrocchiale di Poggio San Marcello, in provincia di Ancona e diocesi di Jesi; fa parte della zona pastorale di Montecarotto.

## Storia
Già verso la fine del XII secolo la comunità di Poggio San Marcello venerava come patrono San Nicolò da Bari, al quale dedicò un oratorio presso l’allora unica porta d’ingresso al borgo (quella che oggi sorge attigua alla chiesa); sfruttando un periodo nel quale il castello e il comune erano in via di sviluppo. La chiesa intitolata al santo protettore sorse all'interno del Castello verso la metà del secolo successivo mentre dalla metà del Quattrocento si documentano notizie della Cappella di San Nicolò. Quest'ultima subì la vera e propria mutazione nel XVI secolo, in quanto da fonti letterarie si reperiscono notizie dell'edificio religioso come parrocchia del paese. 
La ricostruzione ex novo fu progettata nel 1763 su disegno Nicola Maiolatesi di Jesi e Mattia Capponi di Cupramontana in stile tardobarocco e costruita su di un terreno adiacente alla precedente ove ora vi è la piazzetta della canonica. Fu consacrata nel 1772, anche se i lavori per la parte decorativa si protrassero per oltre un decennio. Dopo il sisma del 1997 furono avviati lavori di restauro e consolidamento e venne riaperta al culto il 13 gennaio 2002.

## Descrizione
La chiesa sorge all'interno del Castello di Poggio, sulla fine della via principale di fronte al Palazzo Comunale.  A navata unica, si caratterizza per le sue notevoli dimensioni; con un imponente impatto scenico in sopraelevazione sul piccolo borgo. 
L'interno si compone di quattro altari laterali, dedicati rispettivamente al Crocifisso e al Sacro Cuore di Gesù (i due di sinistra) ed a San Giuseppe e all'Immacolata Concezione (i due di destra). 

La pala d'altare è una dimostrazione della sopracitata conservazione di elementi caratteristici del XVII secolo: si tratta della "Madonna con Bambino e Santi", prima opera firmata dal pittore jesino Antonino Sarti (1580-1647) nel 1603. Alla sua sinistra si trova un affresco dei secoli XIV-XV raffigurante la Crocifissione, staccato dall'antica chiesa di San Marcello ed ora conservato in quella parrocchiale. 

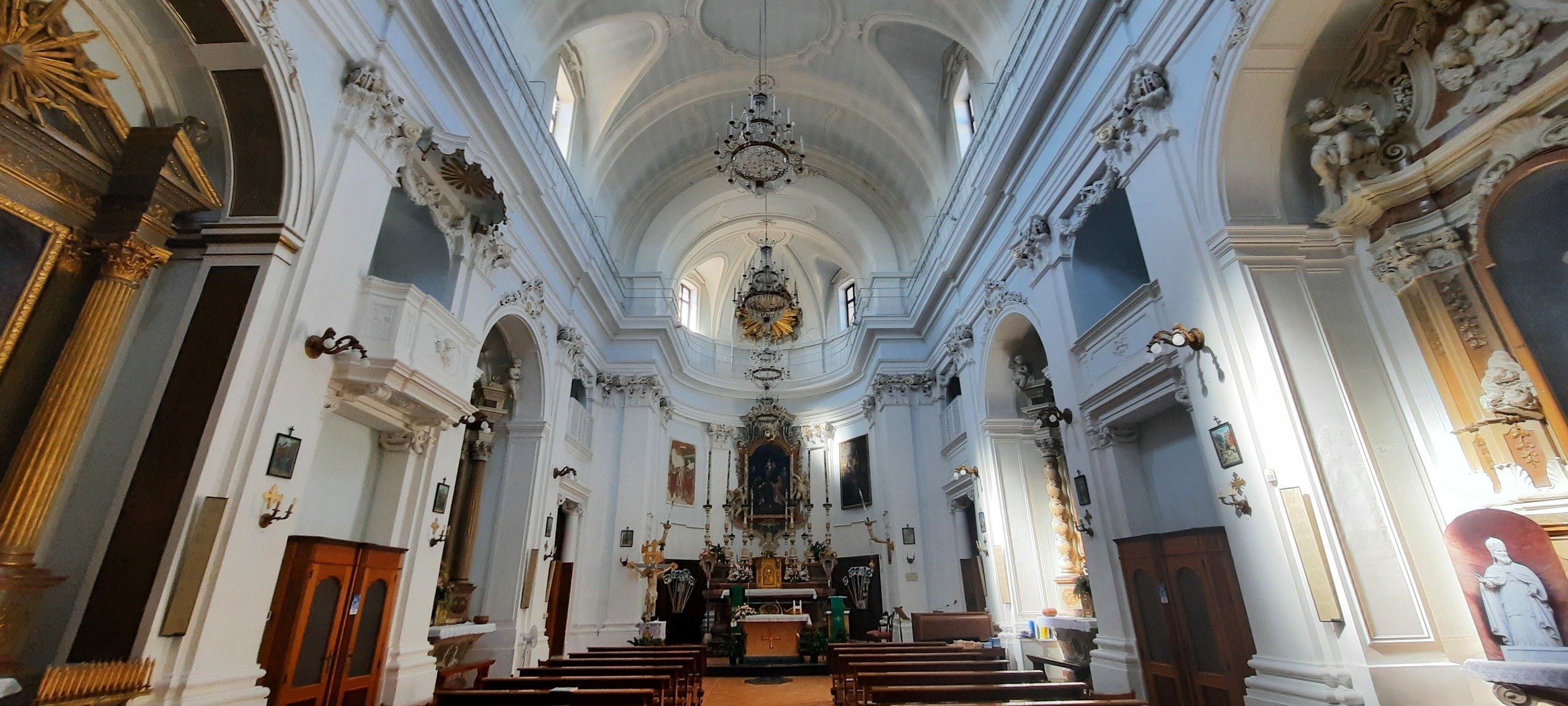
L'interno barocco.

L'accurata procedura di ristrutturazione e ripulitura dai segni del tempo è visibile sulla cantoria, con balconata decorata da motivi allegorici e floreali, mentre il battistero è opera dello scultore romano Angelo Melaranci. Sulla vasca vi è dipinta la Croce con gemme e corona regale: esprime la fede in Cristo morto e risorto vittorioso, nel quale ognuno viene immerso durante tale sacramento.
Varcando la sopracitata porta denominata San Nicola, vicina alla chiesa, si trova sulla sinistra l'ingresso alla cripta gotica . Utilizzata nel periodo natalizio come scenario rappresentativo della Natività durante il presepe vivente, sia come luogo d'allestimento per mostre temporanee.

## Galleria d'immagini

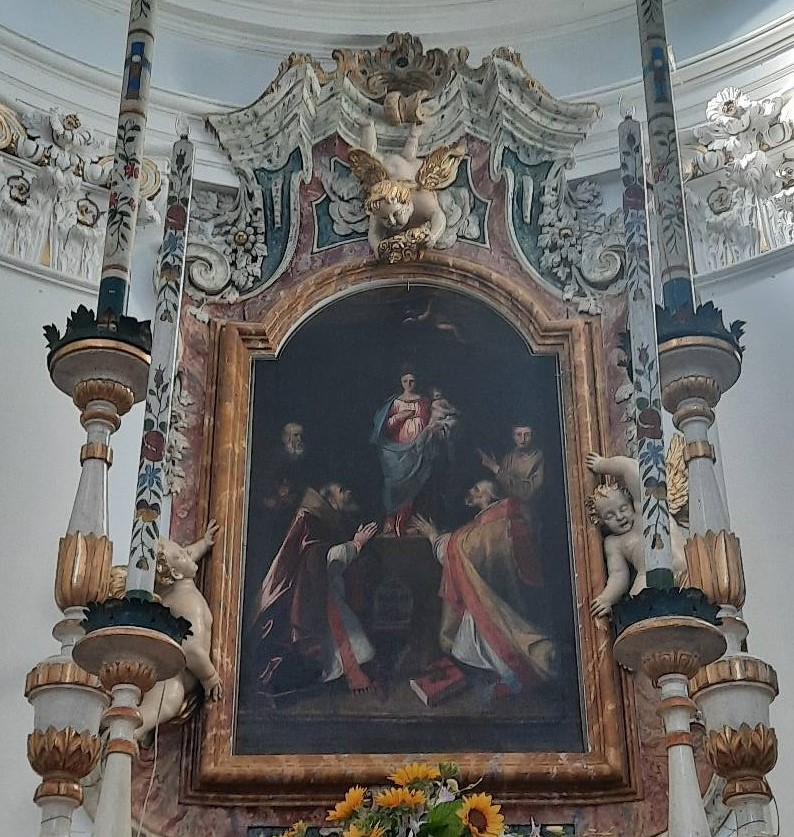
"Madonna con Bambino e Santi": pala d'altare di Antonino Sarti (1603).
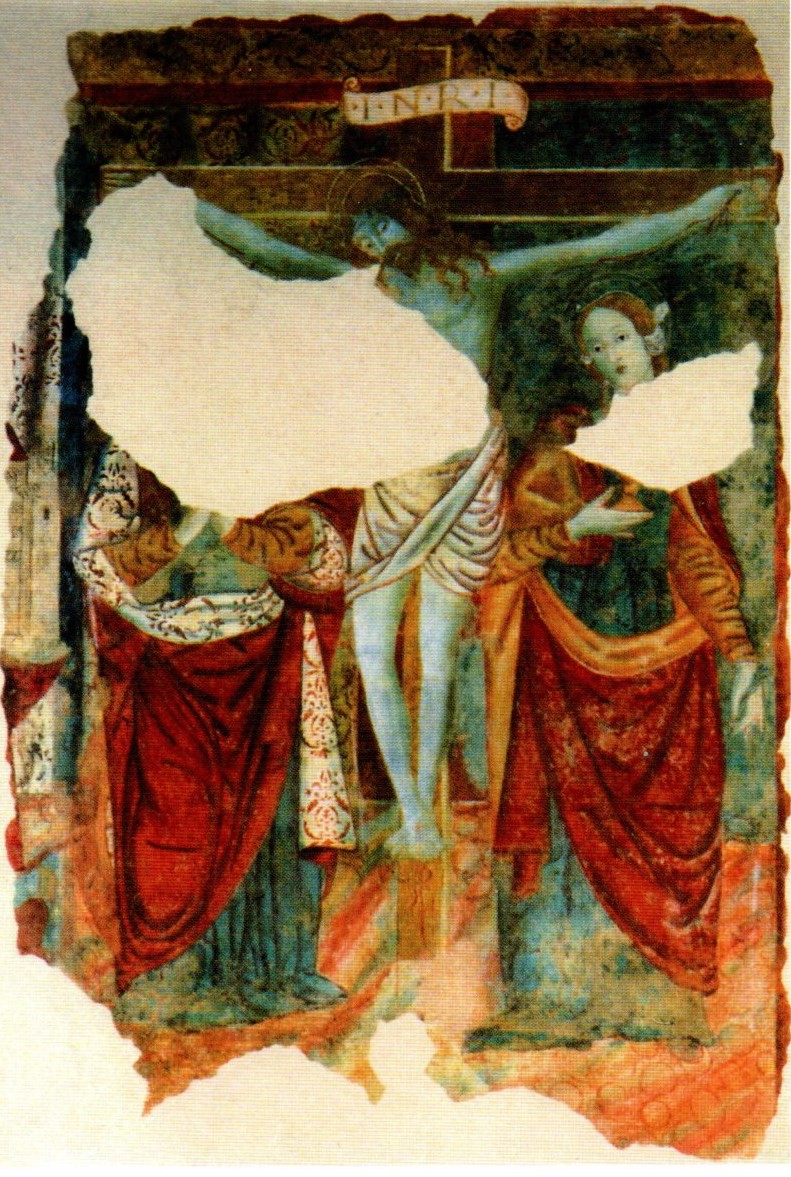
Affresco della Crocifissione (XIV-XV secolo).
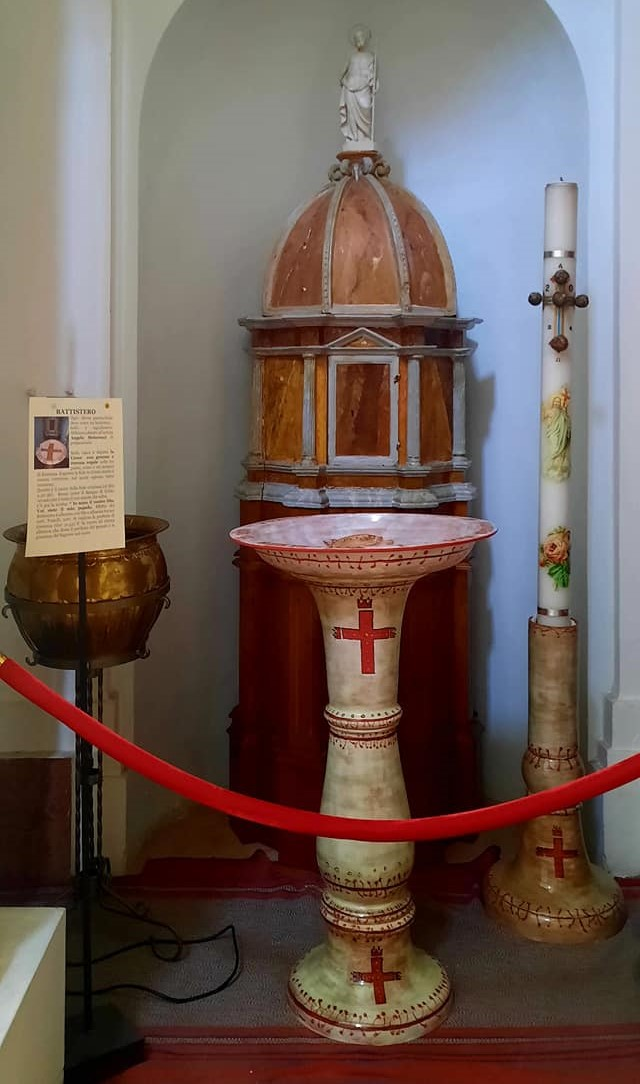
Battistero di Angelo Melaranci.
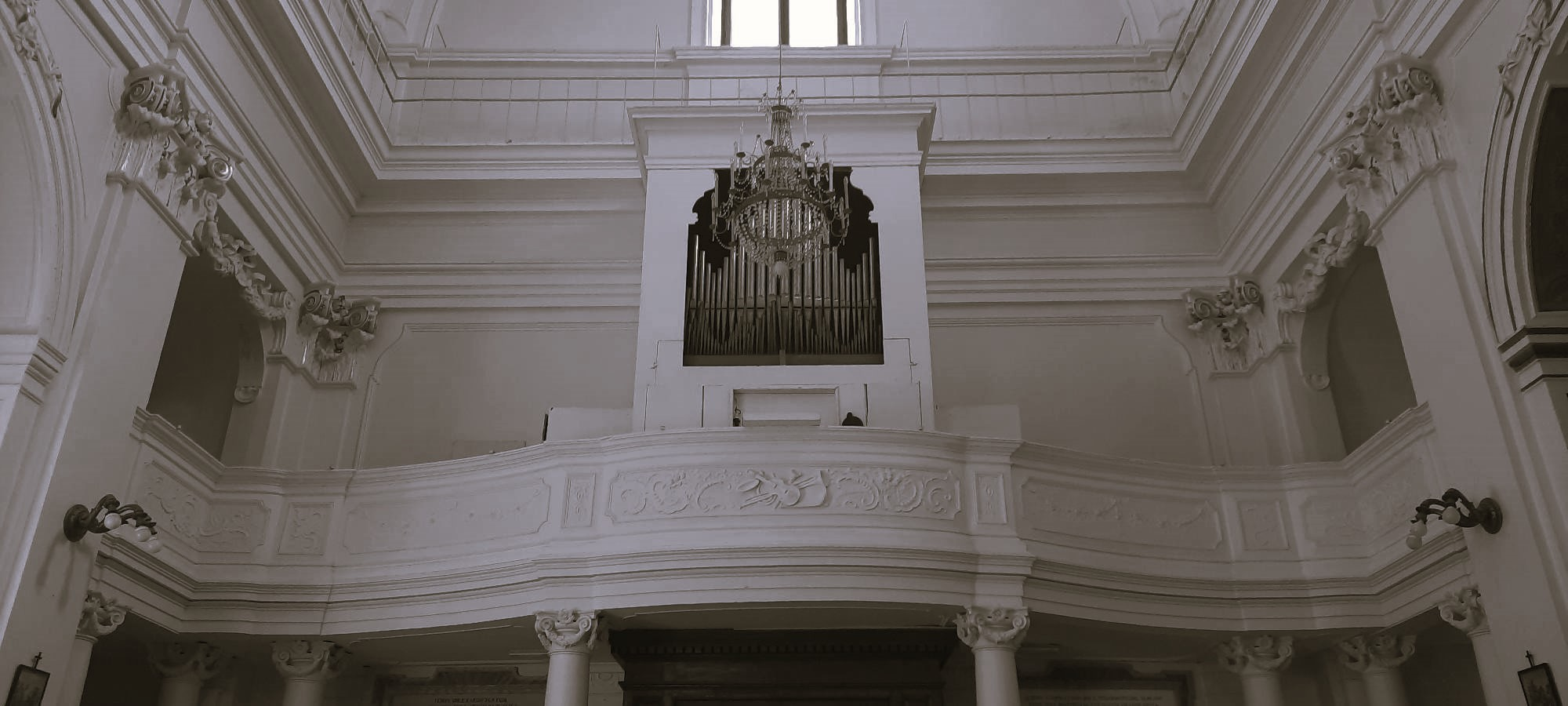
Cantoria con balconata decorata da motivi allegorici e floreali.